# Alexei Nikolajewitsch Spirin
Alexei Nikolajewitsch Spirin (russisch Алексей Николаевич Спирин, wiss. Transliteration Aleksej Nikolaevič Spirin; * 4. Januar 1952 in Rusajewka; † 31. Januar 2024) war ein sowjetisch-russischer Fußballschiedsrichter.

## Sportlicher Werdegang
Spirin leitete in den 1980er Jahren Spiele der Wysschaja Liga und rückte Mitte des Jahrzehnts auf die FIFA-Schiedsrichterliste. Im Juni 1988 kam er bei einem Vorbereitungsspiel der deutschen Nationalmannschaft für die anstehende EM-Endrunde 1988 zu seinem Länderspieldebüt. Nachdem er zu den Unparteiischen bei der Junioren-Weltmeisterschaft 1989 gehört hatte, nominierte die UEFA ihn im folgenden Jahr als Spielleiter für die Weltmeisterschaft 1990. Dort kam er bei seinem einzigen Turniereinsatz erneut mit der deutschen Mannschaft in Berührung: beim 5:1-Erfolg Gruppenspiel gegen den Asien-Vertreter Vereinigte Arabischen Emirate stand er auf dem Spielfeld im Giuseppe-Meazza-Stadion. Im Wettbewerb um den UEFA-Pokal 1990/91 pfiff er das Finalhinspiel erneut im San Siro bezeichneten Mailänder Stadion im italienischen Duell zwischen Inter Mailand und der AS Rom. Ein Jahr später war er nach dem Zusammenbruch der Sowjetunion mittlerweile offiziell als Vertreter der Gemeinschaft Unabhängiger Staaten bei der EURO 1992 erneut einer der Endrundenschiedsrichter. Dabei wurde ihm die Ehre zuteil, das Turniereröffnungsspiel zwischen Gastgeber Schweden und Frankreich zu leiten, das mit einem 1:1-Remis endete. Im Herbst des Jahres leitete er sein letztes Länderspiel, ehe sich insbesondere Nikolai Lewnikow und Sergei Chussainow als führende russische Schiedsrichter der 1990er Jahre etablierten.